# 藤田川 (郡山市)
藤田川（ふじたがわ）は、福島県郡山市を流れる阿武隈川水系の一級河川である。

## 地理
郡山市の額取山を水源とし、市内逢瀬町、喜久田町、日和田町付近を流れて富久山町付近で阿武隈川に合流する。桜の名所『藤田川ふれあい桜』で知られる。

## 橋梁
- 福原橋 - 福島県道372号須賀川二本松自転車道線
- 戸ノ内橋 - 一級市道42号福原八丁目線
- 堰山橋 - 一般市道440376号東仲島川坂線
- 六段目橋
- 藤田川橋梁 - JR東北新幹線
- 水神前橋 - 一般市道430595号寺池日向線
- 新日和田橋 - 福島県道355号須賀川二本松線
- 藤田川橋梁 - JR東北本線
- 奥州松の大橋 - 一般市道430997号西永年水神前線
  - 全長：165.9m
    - 主径間：40.4m

  - 幅員：5.5（9.0）m
  - 形式：単純合成鈑桁橋×4＋2径間鋼連続箱桁橋
  - 竣工：1995年

郡山市日和田町字川坂から字水神前に跨り、郡山市道西永年水神前線を通す。藤田川とJR東北本線、福島県道355号須賀川二本松線を渡り、東詰でループ状の斜路にて県道と接続する。県道上の第5奥州街道踏切が日和田駅のすぐ南側に位置し、閉鎖時間が長く、混雑が激しかったために1980年度より県道須賀川二本松線の改良事業として建設された。名称は奥州街道沿いに残る松並木より命名された。総工費は6億2900万円。
- 日和田橋 - 旧福島県道355号須賀川二本松線
- 東邦橋
- 日和田1号橋 - 一般市道431429号財ノ木原植初線
- 山の井橋 - 国道4号郡山バイパス
- 山の井橋側道橋 - 一般市道431134号原西中島線
- 尾無館橋 - 一般市道440625号不動坦黒沢線
- 宮下橋 - 一級市道38号桑野日和田線
- 宮下橋 - 一般市道鶴見坦八丁蒔線
- 宮原橋 - 一般市道431323号中池坂下線
- 早稲原橋 - 一級市道39号富田前田沢線
- 古亀橋 - 二級市道153号堀之内早稲原線
- 藤田川橋 - 東北自動車道
- 堀之内橋 - 福島県道296号荒井郡山線
- 堂田橋 - 一般市道440487号杢田堂田線
- 藤田川橋梁 - JR磐越西線
- 大橋 - 一般市道430765号杢田堂城前線（旧福島県道296号）
- 殿田橋 - 一般市道430670号地田東堀内線
- 喜久田橋 - 国道49号
- 和久橋 - 二級市道138号下伊豆島線
- 諏訪橋 - 一般市道340344号代ノ内西戸城線
- 下伊豆橋 - 一般市道331427号待池台二丁目西田線
- 上川原橋 - 一級市道72号三穂田熱海線
- 弥五郎橋 - 一般市道340665号岩崎彌五郎内線
- 宮前橋 - 一般市道331428号向1号線
- 上伊豆橋 - 一般市道330715号坂下十二神線
- 長橋 - 一般市道330716号光明段3号線
- 反田橋 - 一級市道11号片平町安子島線
- 五十内橋 - 一般市道330719号植松車屋2号線
- 河原橋 - 一般市道330718号東原苗代線
- 松葉橋 - 一般市道340657号三ツ石苗代線
- 高関橋 - 福島県道29号長沼喜久田線
- 賀多来橋 - 二級市道107号菰壇菖蒲沢線

## 藤田川ふれあい桜
郡山市喜久田町堀之内の喜久田駅付近で約3kmにわたって川の両岸に植えられたソメイヨシノの桜並木。1959年（昭和34年）に皇太子（現上皇明仁）の成婚記念に植樹されたものが始まり。開花時期には桜まつりも開催される。

### アクセス
- JR東日本磐越西線喜久田駅から徒歩5分
- 東北自動車道郡山ICから約10分、付近に駐車場約180台分あり